# Grumman F7F Tigercat
Grumman F7F Tigercat je teški mornarički lovac nastao na osnovi narudžbe američke mornarice s početka 1941. godine nastale proučavanjem situacije u Europi. Tražili su dvomotornog oklopljenog visokokrilca metalne konstrukcije s tronožnim uvlačenim stajnim trapom. Pogon aviona bi osiguravala 2 motora s po 18 cilindara P&W R-2800-22W Double Wasp snage 2000 ks jer u Europi tada uobičajeni motori od 1000 ks bi bili jednostavno preslabi. Planirano naoružanje je bilo veoma jako. 4 topa od 20 mm u krilima i 4 teška mitraljeza 12,7 mm u nos. Trebao je nositi i jedno torpedo ili 2 bombe od 454 kg (jedna pod svakim krilom). Zbog svoje veličine, avioni su bili planirani za upotrebu na budućim velikim nosačima aviona.
I premda je tvrtka Grumman imala veliko iskustvo u izgradnji dvomotornih aviona, razvoj se otegnuo, pa je prvi prototip poletio tek 1943. Po uspješnom testiranju mornarica je odmah naručila 500 komada. No s obzirom na to da nosači aviona klase Midway još nisu bili gotovi, odlučilo se da marinci koriste avione. Konačno je započela proizvodnja u travnju 1944, a i ta išla veoma polako. Verzija F7F-1 je bila proizvedena u samo 36 komada. Za njom je slijedila verzija F7F-2N, dvojmjestni noćni lovac s dodatnim radio-lokatorom i bez mitraljeza u nosu. Ta verzija je bila proizvedena u samo 60 komada. Poslije nje je slijedio jednosjed F7F-3 s jačim P&W R-2800-34W motorom snage 2100 ks, većim vertikalnim stabilizatorom i većim rezervoarom goriva. Nakon toga je bilo proizvedeno 60 dvosjeda F7F-3N noćnih lovaca isto bez mitraljeza u nosu. Zadnja verzija je bila F7F-4 proizvedena u samo 13 komada. Potpisivanjem kapitulacije Japana prestala je njihova proizvodnja.
Na žalost ili na sreću neprijatelja, taj avion nikad nije bio upotrijebljen u borbi u 2. svjetskom ratu premda je jedinica s tim avionima bila premještena na Okinawu pred sam kraj rata. Jedina njihova vojna akcija je bila upotreba F7F-3N u Korejskom ratu u napadima na Sjevernokorejske opskrbne linije gdje su imali relativno dosta uspjeha.
Osim navedenih verzija postojale su i verzije F7F-3P namijenjene fotografskom izviđanju i F7F-3E namijenjena elektronskom izviđanju nastale prerađivanjem postojećih. Do kraja 50-ih godina svi primjerci su bili povučeni iz operativne svrhe.
Britanci su tokom rata dobili dva primjerka na upotrebu i premda su ih ocijenili dobrima, nisu naručili daljnje primjerke.

## Tehničke karakteristike (F7F-4N Tigercat)
Osnovne karakteristike
- posada: 2
- dužina: 13,8 m
- raspon krila: 15,7 m
- površina krila: 42,3 m2
- visina: 5,1 m

Letne karakteristike
- najveća brzina: 740 km/h
- dolet: 1.900 km
- najveća visina leta: 12.300 m
- motor: 2 Pratt & Whitney R-2800-34W "Double Wasp" radialna motora